# Ozyptila gasanensis
Ozyptila gasanensis är en spindelart som beskrevs av Paik 1985. Ozyptila gasanensis ingår i släktet Ozyptila och familjen krabbspindlar. Inga underarter finns listade i Catalogue of Life.